# 아랍에미리트의 코로나19 범유행

다음은 아랍에미리트에서의 코로나19 범유행에 관한 설명이다. 첫 사례는 2020년 1월 29일 발생하였다.

## 경과

### 1월
1월 23일, 아부다비 국제공항과 두바이 국제공항은 중국에서 온 여행객들의 체온검사를 실시한다고 밝혔다.
1월 29일, 우한시에서 여행온 73세의 중국인 여성이 첫 감염에 확인되었다. 정확한 환자수는 총 4명으로, 일가족 중에서 부모와 딸, 조모가 감염자로 밝혀졌다. 이들 관광객은 지난 19일 항공편으로 아랍에미리트에 입국하였고, 여행 중이던 23일 조모가 감기 증상으로 현지 병원을 방문했다가 바이러스 감염 사실이 밝혀졌다. 최초 감염사례가 보고되자 아랍에미리트의 현지 상점에서는 마스크가 동이 나는 상황이 벌어지기도 했다.
1월 31일, 우한시에서 두바이로 여행온 사람의 감염이 확인되었다. 두바이 보건 당국 (DHA)은 모든 DHA 허가 병원에서 모든 의심 및 확인된 사례를 응급 상황 및 환자가 보험이 없는 경우를 포함하여 무료로 치료받도록 지시했다.

### 2월
2월 8일, 중국인과 43세의 필리핀 사람의 감염이 확인되어, 여섯 번째와 일곱 번째 사례가 되었다.
2월 10일, 8번째 확진자로, 최근 진단을 받은 사람과 접촉한 인도인인 것으로 확인되었다.
2월 16일, 9번째 확진자로, 37세 중국인으로 확인되었다.
2월 21일, 10번째와 11번째 확진자로, 34세의 필리핀 사람과 39세의 방글라데시 사람으로 바이러스 진단을 받은 중국인과 접촉한 것으로 확인되었다.
2월 22일, 70세의 이란 방문객과 64세의 아내인 2명이 확진 판정을 받고 총 13명이 되었다.
2월 27일, 이란인 4명, 바레인인 1명, 중국인 1명을 포함해 6명의 확진자가 발표되었다.